# 신사참배 강요
신사참배 강요(神社參拜強要)는 일제강점기에 조선 곳곳에 신사를 세운 뒤 조선인에게 참배하도록 강제한 정책을 가리킨다.
신사참배는 신토의 신사에 참배하는 종교 의식이다. 종교의 교리가 신사참배와 충돌하는 기독교 신자들은 신사참배 강제를 부정적으로 받아들여 이에 저항하다가 피해를 입기도 했다.

## 배경
신토는 조선에 1876년 개항 이래 문화 침략의 일환으로 도입되었으며, 1910년 한일 병합 조약 체결 후에는 조선총독부의 보호 아래 동화 정책의 일환으로 보급되었다. 특히 1930년대에 일본 제국이 중국 침략을 계획하면서 점차 강제적인 정책으로 변화했다. 일본 천황 신격화와 강제 신사참배는 조선을 정신적으로 지배함으로써 효율적인 식민 통치와 전쟁체제의 구축을 노린 것이었다.

## 추진 과정

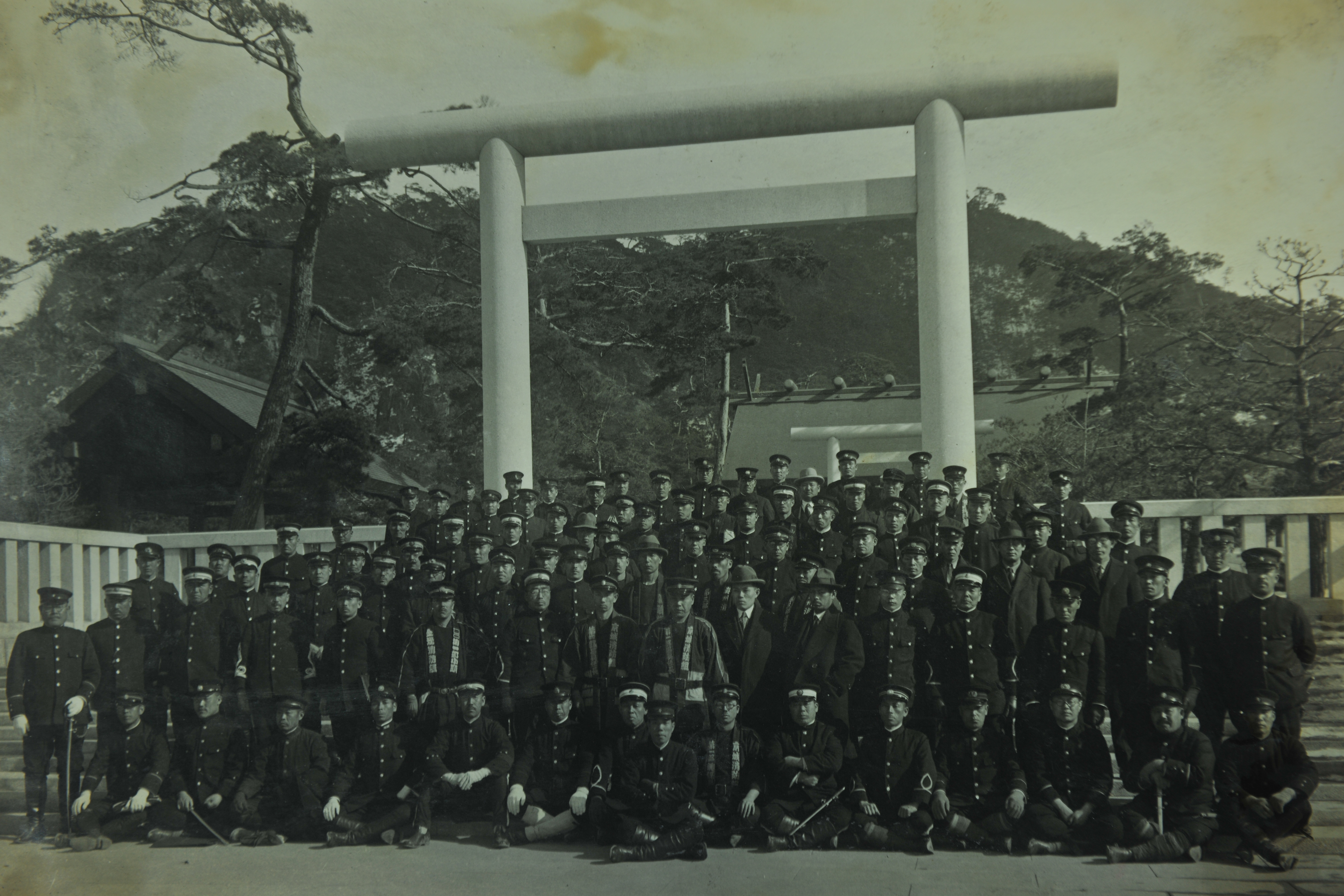
1930년대 경성소방서 직원 신사참배

### 식민지 한반도에 신사 건립
일제는 한반도 각지에 신사를 세우고 학교와 가정에도 소형 신사를 설치하도록 하여 황민화 정책을 추진했다. 그러나 주로 기독교 계열의 사립학교를 중심으로 이같은 정책에 반발하는 움직임이 있었다. 조선에는 개화기 이래 선교사들이 세운 기독교 학교들이 다수 있었고, 우상 숭배를 명시적으로 금지하는 기독교의 교리는 신사 앞에서 절하는 신사참배 의식과 충돌을 낳았다.

### 괴뢰정부 만주국 건국
기독교계는 신사참배에 참여하지 않고 있다가 1935년을 기점으로 조선총독부의 강경책에 신사참배 용인파와 반대파로 분열되면서 큰 갈등이 시작되었다. 1937년 중일 전쟁 무렵부터는 조선총독부가 일부 학교를 폐교시키면서까지 신사참배 강행 의지를 보여 문을 닫지 않은 학교들은 신사참배를 실시해야 했다.

### 중일전쟁과 기독교계에 신사참배
조선총독부는 기독교계 학교에 보급된 신사참배를 교회로까지 확장시키기 위하여 압력을 행사했고, 1938년 조선예수교장로회 총회의 신사참배 결의를 계기로 각 교파의 목회자들이 솔선해 신사참배에 나서면서 급격히 황민화 정책에 동조하게 되었다. 이 과정에서 반대파의 강경론자인 주기철, 최상림이 옥사하는 등 희생자도 발생했다. 한편 평양에 있던 기독교 계열의 숭실대학은 1912년 11월 25일, 조선총독부 학무국이 학교 인가를 했으나, 1925년 대조선 교육방침(소위, 문화 통치)으로 숭실대학교를 전문학교로 격을 낮추었다. 1938년 3월 4일, 일본 제국의 억압적인 통치와 강제적 신사참배에 반대한 숭실전문학교는 자진 폐교 결정을 내린다. 신사참배와 친일활동을 했던 당시의 다른 대학들에 비교해 볼 때 이는 진정으로 민족을 위한 대학이었다는 평가가 의식있는 국민들로부터 제기되고 있다. 
신사참배에는 기독교뿐만 아니라 불교 등 다른 종교 성직자와 신자들도 참여해야 했으나, 상대적으로 마찰은 적었다.

## 영향
신사참배는 일제가 민족말살정책의 하나로 강요한 것으로서, 신사는 일본의 민간종교인 신도(神道, Shintoism)의 사원으로 일본 왕실의 조상신이나 국가 공로자를 모셔놓은 사당이다. 일제는 합방 후 신사사원규칙을 발표, 서울에 조선신궁을 세우는 한편, 각 지방에 신사를 세웠다. 조선인에게 신사참배를 강요한 것은 1935년경부터인데, 우선 각급학교 학생에게 신사참배를 강요했으나 기독교계 학교에서는 이를 거부하다가 평양 숭실학교·숭의학교 등이 폐교되었고 학생·선교사·목사들의 반대운동은 계속되었으며, 주기철 목사와 같이 적극적으로 반대하다가 투옥되어 순교한 일이 발생하였다.
하지만 중일전쟁(1937∼1945년)을 전후하여 기독교 성직자들에게 재차 신사참배를 강요하자, 천주교는 로마교황청의 결정에 따라 신사참배에 응했고, 감리교도 이를 순순히 받아들였다. 장로교는 한때 반대했으나, 총독부의 요구와 일부 친일목사들에 의해 제27회 총회에서 찬성결의를 함으로써 결국 굴복했다. 1945년 8월 15일 제국주의 야욕의 일제가 패전으로 종전되었지만 신사참배와 관련하여 아직까지도 야스쿠니 신사에 참배하는 등 문제와 논란이 발생되고 있다.
신사참배에 기독교계 전체가 공식적으로 동원된 것은 그 후유증이 상당히 컸다. 일제 패망 후 며칠만에 신사를 불태워 버렸을 만큼 신사참배 강요에 대한 조선인의 반감이 강했기 때문이다. 특히 신사참배에 앞장선 이들이 법적 책임을 지는 과거사 청산이 제대로 이루어지지 않아 문제가 잠복해 있었다. 후에 이로 인한 상처를 씻기 위해 공산주의를 사탄으로 삼는 지나친 반공주의와 보수주의적 흐름이 나타났을 정도로 한국 기독교 역사에 중요한 영향을 미쳤다는 견해가 있다.
2006년 대한민국의 소장파 목회자들이 모여 결성한 한국기독교목회자협의회가 "일제 강점기에 신사참배한 일과 독재정권 시절에 권력층과 야합해 정의를 뒤엎기도 한 죄악에 대해 마음을 찢으며 참회한다." 내용으로 반성문을 발표하기도 했으나, 교단 차원의 공식적인 인정이나 참회는 현재까지 하지 않고 있다.

## 같이 보기
- 일본식 성명 강요
- 주기철
- 최상림

## 참고자료
- 최덕성 (2006년 3월 30일). 〈III. 주기철과 장로회신학대학교〉. 《한국교회 친일파 전통》. 서울: 지식산업사. ISBN 9788951108358.

## 주해
1. ↑  상황기피자들은 말한다. 고려대학의 전신인 보성전문을 운영했던 인촌 김성수가 조선 학생들에게 일본의 대동아전쟁에 협력하라는 글을 쓰고 재학생들에게 가정방문으로 적극적인 동참과 협력을 구하는 등 친일에 앞장서서 황국신민이 될 것을 촉구함으로써 친일인명사전에 등재되기는 했지만 그를 무조건 악으로만 볼 것이 아니라 일제침략 하에서 학교를 운영하기 위해 어쩔 수 없는 선택이기에 일제침략에 협력할 수밖에 없었다는 불가피성을 학생들이 배울 수 있도록 해야 된다는 의도에서 교과서에 서술한 것이라고, 이런 궁색한 변명으로 옹호하면서 조선임전보국단으로 함께 활약한 이화여전의 김활란과 연희전문의 백낙준 등도 두둔하였다.

이러한 편리한 논리로 일본 총독부의 탄압이 극심했던 시절 조선 학생들을 향해 일본과 조선이 하나라며 내선일체를 강조하며, 일본 천황 아래 황국신민이 된 것에 감사하며, 일본 종교인 신도에 참배하는 신사참배할 것을 강요하여 양심을 기망토록 하고, 대동아공영권을 주창하며 일본이 일으킨 침략전쟁의 총알받이로 나갈 것을 조선 청년들에게 독려한, 그래서 일본군의 부족한 병력을 강화시켜 오히려 전쟁을 더 지속하게 만드는데 일조한 이들이 있었기에 조선의 교육기관이 유지되었고, 이를 통해 조선 청년들에게 교육을 시킬 수 있었음을 다행으로 생각해야 한다고 강조한다. 어떻게 보면 맞는 듯하지만 이러한 상황논리는 몰가치적이다.

숭실대학은 일본의 신사참배에 응할 수 없다며 자진 폐교하였다. 그리고 1954년에 서울에서 다시 대학문을 열었다. 만일 그때 모든 학교가 일본에 저항하며 폐교의 길을 함께 걸었다면, 그 응집된 힘이 오히려 일본패망을 앞당겼을 것이고, 민족 전부가 사는 길이 앞당겨져 왔을 것이다. 모두 저항하는 길 대신 일부가 무릎 꿇고 복종하는 길을 선택해, 저항하는 자들을 죽게 만들고, 배신한 자기들만 살아남았다. 이런 상황논리를 계속 주장하며 일본에 협력하는 길을 선택함으로써 자신들만 살아남고서는, 이제 와서는 그때 상황이 그러했으니 그럴 수밖에 없었다며 자신들의 정당성을 옹호하는 상황기피자들은 그래서 몰염치하고 비겁하다는 것이다.[2]